# Nhà thờ Thánh giá ở Devín
Nhà thờ Thánh giá ở Devín (tiếng Slovakia: Kostol svätého Kríža v Devín) là một nhà thờ Công giáo La mã ban đầu được xây dựng theo phong cách kiến trúc Gothic, sau đó được xây dựng lại ở quận Devín, thành phố Bratislava, Slovakia. Vào ngày 23 tháng 10 năm 1963, nhà thờ Thánh giá ở Devín được ghi danh vào Danh sách Di tích Trung ương theo quyết định của Bộ Văn hóa Cộng hòa Slovakia.

## Lịch sử
Nhà thờ Thánh giá ở Devín từng trải qua một sự phát triển kiến trúc phức tạp. Lúc mới xây dựng (có thể vào giữa thế kỷ 13), nhà thờ chỉ có một gian và không có tháp chuông. Mãi đến năm 1772, tòa tháp chuông, cổng chính và cổng phụ mới được xây bổ sung vào nhà thờ.

## Miêu tả
Khuôn viên của nhà thờ Thánh giá ở Devín có nhiều điểm thu hút. Bên trong khuôn viên nhà thờ có một phòng trưng bày các bức tượng cho thấy lịch sử thời xa xưa của người Slovakia. Trong đó, nổi bật là bức tượng ngồi của hoàng tử Đại Moravia Rastislav. Đây là tác phẩm của nhà điêu khắc Ľudmila Cvengrošová. Phía bên phải trước lối vào nhà thờ có một cây cột, trên đầu cây cột là họa tiết Chúa Kitô chịu đóng đinh.